# Herman Bouchery
Herman Bouchery (1912-1959) was hoofdconservator van het Museum Plantin-Moretus te Antwerpen en speelde tijdens de Tweede Wereldoorlog een belangrijke rol in de bewaring van de kunstschatten en archieven van Brugge en Antwerpen. Hij was docent en later gewoon hoogleraar aan de faculteit Letteren en Wijsbegeerte aan de universiteit van Gent.

## Leven en werk
Herman Bouchery werd geboren te Gent op 2 januari 1912 als zoon van de socialistische politicus en ex-minister Désiré Bouchery en Hélène Hardijns. Hij overleed te Astene op 11 april 1959.
Herman Bouchery voltooide met uitmuntendheid zijn klassieke humaniora aan het Koninklijk Atheneum van Mechelen. In 1930 volgde hij klassieke filologie aan de universiteit van zijn geboortestad Gent. In 1934 studeerde hij af als licentiaat en een jaar later promoveerde hij tot doctor in de letteren en wijsbegeerte. Nog eens drie jaar later studeerde hij af als licentiaat in de Kunsthistorie en Oudheidkunde. Meteen kon hij aan de slag als adjunct-conservator van het Museum Plantin-Moretus te Antwerpen. Na het overlijden van hoofdconservator Maurits Sabbe – nauwelijks een jaar later – werd hij de nieuwe hoofdconservator. In 1938 werd hij redactiesecretaris van De Gulden Passer, het tijdschrift van de Maatschappij der Antwerpse Bibliofielen.
Onmiddellijk na de oorlog doceerde hij aan de Universiteit van Gent Kunstgeschiedenis, Oudheidkunde en de Plastische Kunsten van de Middeleeuwen en de renaissance. In 1946 kwamen daar ook nog de Kunstgeschiedenis in de Oudheid, de Griekse Kunst en de Romeinse Kunst bij.
Van 1942 tot 1944 werd hij in zijn functie als conservator van het Museum Plantin-Moretus door de steden Antwerpen en Brugge belast met de bewaring van de geëvacueerde kunstschatten, bibliotheken en archieven in het kasteel van Lavaux-Sainte-Anne. De moeilijke omstandigheden van zijn verblijf daar met zijn gezin en de incidenten sinds de landing van de geallieerde troepen in Normandië, veroorzaakt door het verzet, hadden invloed op zijn gezondheid.In augustus 1944 begon men met de evacuatie van de kunstschatten om ze onder te brengen in de kluizen van de Nationale Bank in Brussel.
In het begin van zijn loopbaan schreef hij vooral studies op het gebied van de klassieke filologie en van de geschiedenis van het Laat-Romeinse Keizerrijk. Belangrijk was zijn kritische uitgave met historisch commentaar van 52 brieven van Libanius, waarop zijn dissertatie over het leven en de persoonlijkheid van Themistius gebaseerd was. Over de geschiedenis van het Humanisme publiceerde hij over Christoffel Plantin, Balthasar I Moretus en Justus Lipsius. Ook had hij een belangrijke documentatie verzameld als voorbereiding tot een kritische uitgave met historisch commentaar van de volledige briefwisseling van Justus Lipsius. Zijn vroegtijdige dood heeft hem belet dit werk dat hij als zijn levenstaak beschouwde, te verwezenlijken.
Bouchery werd bij leven nooit publiekelijk bedankt voor zijn zorgzame behandeling van de kunstschatten die hem werden toevertrouwd.

## Selectieve bibliografie

### In boekvorm
- Themistius in Libanius' Brieven. Critische Uitgave. Rijksuniversiteit Gent, Werken uitgegeven door de Fac. der Wijsb. & Lett., nr. 78, 1936.
- Bibliographie betreffende de Antwerpsche drukkers. Met een historische inleiding (met A. DERMUL). Antwerpen, 1938.
- P.P. Rubens en het Plantijnsche huis (met F. Van Den Wijngaert). Maerlantbibliotheek, IV, Antwerpen, 1941.
- Het Museum Plantin-Moretus. Een beknopte schets. Antwerpen, 1941.
- Noden en toekomst van de Vlaamse kunstgeschiedenis. A. Vermeylenfonds, 1955.

### Als bijdragen in tijdschriften en verzamelwerken
- Aanteekeningen betreffende Christoffel Plantin' s houding op godsdienstig en politiek gebied. De Gulden Passer, XVIII, 1940 en XIX, 1941.
- Enkele bladzijden uit de geschiedenis van het Museum Plantin-Moretus. Het kladboek van conservator Max Rooses' briefwisseling. De Gulden Passer, XVI-XVII, 1938-1939.
- P. P. Rubens als boekillustrator. De Gulden Passer, XVIII, 1940.
- Justus Lipsius. Honderd Groote Vlamingen, Antwerpen, 1941.
- Het Socialisme dienen. Open brief aan de schrijvers en kunstenaars die socialisten zijn. Socialistische Standpunten, III, 1956.
- De ontwikkeling van het binnenhuis-tafereel in de Vlaamse en Hollandse schilderkunst van de XV• tot de XVII• eeuw. Gentse Bijdragen tot de Kunstgeschiedenis, XVII, 1957-1958.
- Politiek en Verdraagzaamheid. Socialistische Standpunten, VI, 1959.

- Biblioteca Nacional de España: XX1210919
- Bibliothèque nationale de France: cb11169900c (data)
- Biografisch Portaal: 21758417
- Gemeinsame Normdatei: 171986164
- International Standard Name Identifier: 0000 0000 6121 6519
- Library of Congress Control Number: no2017046363
- Nederlandse Thesaurus van Auteursnamen: 072678100
- Réseau des bibliothèques de Suisse occidentale: 02-A003030147
- Système universitaire de documentation: 144101157
- Virtual International Authority File: 71778913